# Транёй
Транёй (норв. Tranøy) — бывшая коммуна в губернии Тромс в Норвегии. 1 января 2020 года была объединена с Ленвиком, Бергом и Торскеном в коммуну Сенья.
Административный центр — город Вангсвик. Официальный язык — нейтральный. Население коммуны на 2007 год составляло 1579 чел. Площадь — 523,62 км², код-идентификатор — 1927.
На территории Транёя расположена часть национального парка Ондердален.

## История населения коммуны

Население коммуны за последние 60 лет